# Dipòsit de la Recerca de Catalunya
El Dipòsit de la Recerca de Catalunya (RECERCAT) és un dipòsit cooperatiu de documents digitals que inclou la literatura de recerca de les universitats i dels centres d'investigació de Catalunya, com ara articles encara no publicats (preprints), comunicacions a congressos, informes de recerca, working papers, projectes de final de carrera, memòries tècniques, etc.
Els documents poden ser introduïts directament a RECERCAT o bé a través dels repositoris de les institucions. En aquest últim cas, RECERCAT actua de recol·lector tot integrant i organitzant els documents en un espai comú independentment del repositori en el que han estat inclosos.
Està impulsat per les universitats de Catalunya i la Biblioteca de Catalunya, gestionat i coordinat pel Consorci de Serveis Universitaris de Catalunya (CSUC), patrocinat per la Generalitat de Catalunya i compta amb la participació d'altres institucions catalanes.

## Finalitat i objectius
La principal finalitat de RECERCAT és fer més visible la recerca que es duu a terme a Catalunya i alhora contribuir al moviment mundial de dipositar la producció acadèmica i de recerca a la xarxa en accés obert, endegat per les institucions que financen la recerca, per tal de crear alternatives al paradigma de pagar per tenir accés a informació que s'ha elaborat en la pròpia institució.
A més, executa la nova Llei de la Ciència, la Tecnologia i la Innovació que estableix en l'article 37 que l'activitat investigadora del personal de recerca finançada majoritàriament amb fons dels pressupostos generals de l'Estat s'ha de publicar en accés obert i es recomana que aquesta publicació es faci en repositoris. També acompleix la iniciativa OpenAIRE de la Comissió Europea per tal que els beneficiaris de les subvencions del programa marc FP7 dipositin en repositoris d'accés obert els articles de recerca revisats per parells.
Els objectius de RECERCAT són:
- Augmentar la visibilitat dels documents, dels autors i de les institucions que els emparen i, en general, de la recerca produïda a Catalunya.
- Facilitar l'edició electrònica en obert a través de l'entrada autoalimentada dels documents.
- Afegir valor als documents a través de citacions normalitzades, estadístiques de consulta, adreces permanents i mecanismes de preservació.

Tots els documents inclosos a RECERCAT són d'accés lliure i estan subjectes a llicències Creative Commons.

## Institucions participants
Les institucions que actualment participen a RECERCAT són:
- Universitat de Barcelona
- Universitat Autònoma de Barcelona
- Universitat Politècnica de Catalunya
- Universitat Pompeu Fabra
- Universitat de Girona
- Universitat de Lleida
- Universitat Rovira i Virgili
- Universitat Oberta de Catalunya
- Universitat Ramon Llull
- Universitat de Vic - Universitat Central de Catalunya
- Universitat Internacional de Catalunya
- Universitat Abat Oliba CEU
- Generalitat de Catalunya
- Agència de Gestió d'Ajuts Universitaris i de Recerca
- Centres de Recerca de Catalunya (CERCA)
- Escola Superior de Música de Catalunya
- Biblioteca de Catalunya
- Centre de Serveis Científics i Acadèmics de Catalunya
- Consorci de Biblioteques Universitàries de Catalunya
- Consorci de Serveis Universitaris de Catalunya
- Institut Barcelona d'Estudis Internacionals

## Funcionament
Les pròpies institucions són les que s'encarreguen de difondre el repositori entre els seus investigadors i estudiants per tal que lliurin la informació necessària per poder introduir els documents a RECERCAT o als repositoris de les institucions.
Els documents inclosos a RECERCAT són d'accés gratuït i el seu text complet està disponible immediatament, tot i que n'hi pot haver que tinguin embargament temporal o restringit als membres de la institució. Estan descrits amb metadades Dublin Core i segueixen el protocol d'interoperabilitat OAI-PMH (Open Archives Initiative Protocol for Metadata Harvesting). Aquest protocol permet incrementar la seva consulta i visibilitat en oferir-se conjuntament amb d'altres documents de repositoris, com per exemple DRIVER (portal europeu de documentació científica que inclou actualment més de 3 milions de documents de gairebé 300 repositoris) o OAIster (catàleg col·lectiu internacional que inclou més de 30 milions de registres que representen els recursos digitals de més de 1.500 col·laboradors).

## Característiques tècniques
RECERCAT funciona amb el programa de codi lliure DSpace, un programa creat pel Massachusetts Institute of Technology (MIT) i l'empresa Hewlett-Packard.